# Frihed fra nød
Frihed fra nød (Frihed fra afsavn eller Retten til en tilstrækkelig levestandard) omfatter en række menneskerettigheder, der blandt andet er beskyttet i FN's Verdenserklæring om Menneskerettighederne fra 1948 og i FN's konvention fra 1966 om økonomiske, sociale og kulturelle menneskerettigheder.
Frihed fra nød omfatter blandt andet frihed fra sult, ret til et hjem og ret til klæder. Hertil kommer en række sidestillede rettigheder, fx ret til sundhed.

## Historisk
Frihed fra nød er en af de fire friheder, som den amerikanske præsident Franklin D. Roosevelt formulerede i sin trontale til kongressen den 6. januar 1941.
De fire friheder indgik i den britisk–amerikanske atlanterhavserklæring fra den 14. august 1941. 
I Atlanterhavserklæringen hedder det:
For det sjette, håber de (præsident Roosevelt og premierminister Churchill), at de – efter den endelige ødelæggelse af det nazistiske tyranni, vil kunne skabe en fred, hvor alle nationer vil kunne leve i sikkerhed inden for deres egne grænser, og hvor alle mennesker i alle lande får garanti for, at de kan leve deres liv i frihed fra frygt og nød.

## Verdenserklæringen fra 1948
I indledningen til FN's Verdenserklæring om Menneskerettighederne hedder det:
Da anerkendelse af den mennesket iboende værdighed og af de lige og ufortabelige rettigheder for alle medlemmer af den menneskelige familie er grundlaget for frihed, retfærdighed og fred i verden,
da tilsidesættelse af og foragt for menneskerettighederne har ført til barbariske handlinger, der har oprørt menneskehedens samvittighed, og da skabelsen af en verden, hvor menneskerne nyder tale- og trosfrihed og frihed for frygt og nød, er blevet forkyndt som folkenes højeste mål,
da det er af afgørende betydning, at menneskerettighederne beskyttes af loven,
I Verdenserklæringens artikel 25, stk. 1 hedder det:
Enhver har ret til en sådan levefod, som er tilstrækkelig til hans og hans families sundhed og velvære, herunder til føde, klæder, bolig og lægehjælp og de nødvendige sociale goder og ret til tryghed i tilfælde af arbejdsløshed, sygdom, uarbejdsdygtighed, enkestand, alderdom eller andet tab af fortjenstmulighed under omstændigheder, der ikke er selvforskyldt.